# Francisco Villa (Baja California)
Ejido Francisco Villa es una localidad del estado mexicano de Baja California. Es parte del municipio de San Quintín.

## Toponimia
El nombre de la localidad rinde homenaje a Francisco Villa, héroe de la Revolución mexicana.

## Demografía
| Gráfica de evolución demográfica |
|                                  |

| Censo | Población |
| ----- | --------- |
| 1990  | 1 060     |
| 2000  | 619       |
| 2010  | 1 151     |
| 2020  | 1 676     |